# Adolf Pojda

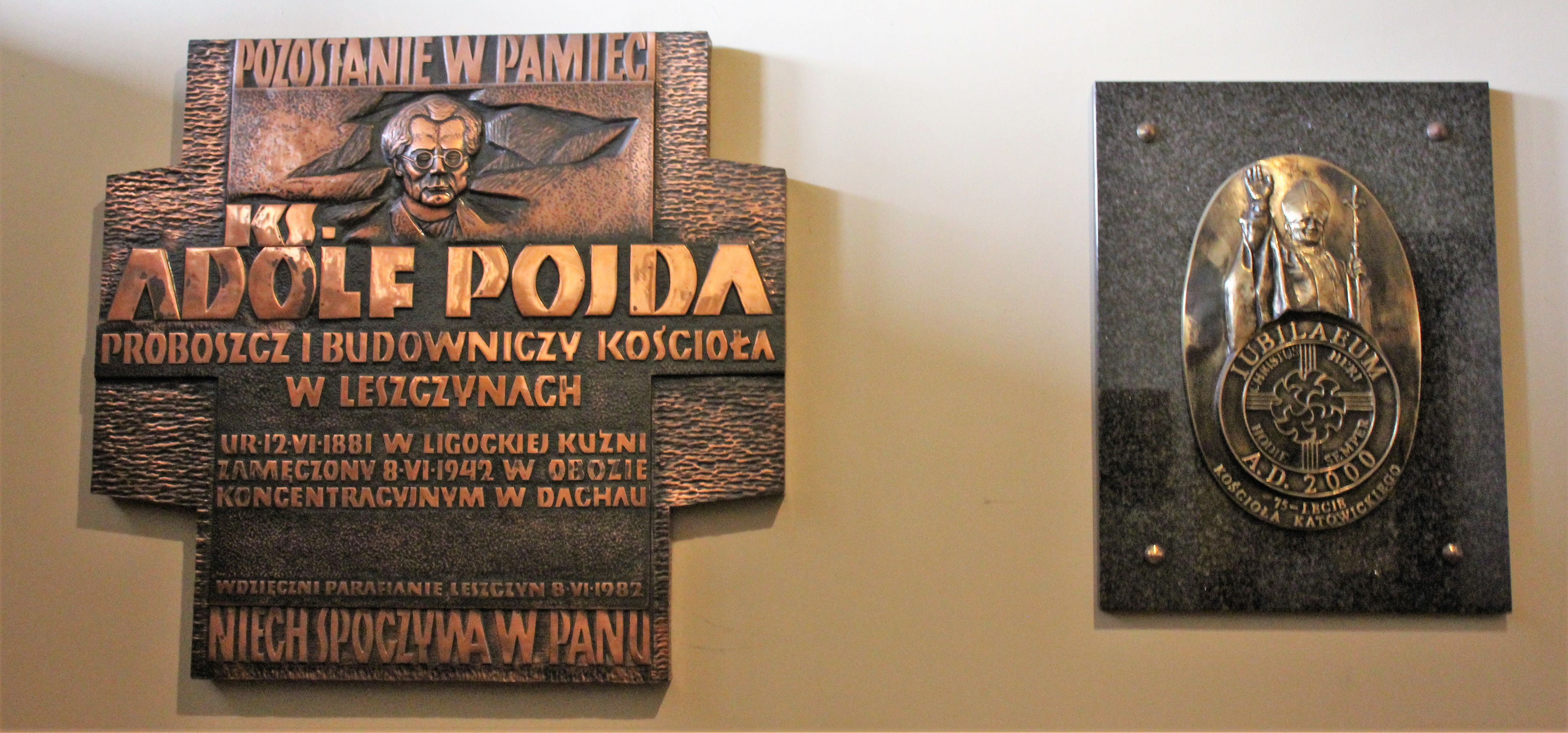
Tablica pamiątkowa w kościele w Leszczynach

Adolf Pojda (ur. 12 czerwca 1881 w Ligockiej Kuźni, zm. 25 maja 1942 w Hartheim koło Linzu) – polski ksiądz rzymskokatolicki, działacz narodowy i plebiscytowy na Śląsku. Proboszcz parafii św. Ottona w Słupsku (1917–1926).

## Życiorys
Urodził się 12 czerwca 1881 w Ligockiej Kuźni na Śląsku. Ukończył bytomskie klasyczne gimnazjum. W latach 1902–1906 studiował na Wydziale Teologii Katolickiej Uniwersytetu we Wrocławiu. Potajemnie brał udział w pracy polskich związków młodzieżowych, należał m.in. do koła Braterskiego Związku Młodzieży Polskiej „Zet”. Święcenia kapłańskie otrzymał 22 czerwca 1907. Jako ksiądz propagował czytelnictwo polskich książek i czasopism, więc niemieckie władze seminarium duchownego karały go licznymi upomnieniami i naganami za patriotyczną, propolską postawę. Traktowany jako „niebezpieczny” kilkukrotnie zmieniał parafie jako wikary. Aby odsunąć go jak najdalej od spraw polskich i od Śląska, 19 października 1917 władze kościelne archidiecezji wrocławskiej skierowały go na stanowisko proboszcza parafii św. Ottona w Słupsku.
W niemieckim wówczas Słupsku natrafił na dużą grupę parafian polskiego pochodzenia, dlatego od pierwszych dni swej pracy duszpasterskiej nie krył narodowych, polskich, patriotycznych przekonań. Mimo protestów grupy parafian – Niemców o nacjonalistycznym przekonaniu – wkrótce zaczął czytać ewangelię i wygłaszać kazania także w języku polskim. Początkowo władze niemieckie nie reagowały, dopiero od 1921 zaczęto wywierać naciski na księdza, by zaprzestał tych praktyk. Niemcy nie zapomnieli mu też działalności z lipca 1921, gdy udał się w rodzinne strony, by agitować na Górnym Śląsku na rzecz Polski.
Mimo to prowadził aktywną pracę duszpasterską na terenie całej parafii, docierał też do polskich robotników sezonowych, do rodzin kaszubskich, a nawet do Sławna, gdzie mieszkała duża grupa katolików. Ksiądz cieszył się w Słupsku poważaniem i autorytetem, jednak ataki nacjonalistów niemieckich, żądających jego usunięcia, nie ustawały. We wrześniu 1926 po fali ataków prasowych poprosił kurię biskupią w Katowicach o pomoc i pośrednictwo w zamianie parafii słupskiej na probostwo w Leszczynach na Śląsku. W wyniku porozumienia między kardynałem Hlondem i kardynałem Bertramem, metropolitą wrocławskim, 1 stycznia 1927 objął parafię w Leszczynach, a na placówkę parafialną w Słupsku przybył ks. Paweł Gediga.
W 1940 został aresztowany przez Niemców. Był więziony w Rybniku, następnie skierowany do obozu w Mauthausen-Gusen, a w grudniu 1940 przeniesiony do Dachau. Zmarł podczas tzw. transportu inwalidów 25 maja 1942 w Hartheim koło Linzu.

## Upamiętnienie
Jego imieniem nazwano ulice w Czerwionce-Leszczynach i Słupsku.